# Cilarabes
Cilarabes o Cilárabes (en griego Κυλαράβης, Kylarábēs), hijo de Esténelo, es un rey mitológico de Argos, Grecia.
Accedió al trono tras la muerte de su padre. Durante su reinado Argos fue finalmente reunificado tras la partición de Anaxágoras, el cual había entregado un tercio a Melampo y otro a Bias, reinando sus descendientes únicamente sobre la región central. Cilarabes recuperó la porción del reino dada a los descendientes de Bias a la muerte de Cianipo (la parte dada a Melampo ya había sido recuperada por su padre Esténelo a la muerte de Anfíloco). Cilarabes murió sin un heredero y el trono vacante fue ocupado por Orestes, el rey de Micenas.